# Nelvana

A Nelvana egy kanadai vállalat, mely gyermekek számára készít animációs filmeket és sorozatokat. A nevét egy kanadai hősnő után kapta. Része a Corus Entertainmentnek. 
A vállalatot hárman alapították Torontóban, 1971-ben: Michael Hirsh, Patrick Loubert és Clive Smith. Területi képviselete van Hollywoodban és Londonban.

## Filmek, televíziós sorozatok és egyéb műsorok
- 6teen
- Ace Ventura: Pet Detective
- Tintin kalandjai
- Anatole
- The Ark
- Babar
- The Backyardigans
- Being Ian
- Beetlejuice
- The Berenstain Bears
- Beyblade
- Birdz
- Blake & Mortimer
- Blaster's Universe
- Blazing Dragons
- Bob & Margaret
- Braceface
- Cardcaptors
- Care Bears
- The Care Bears Movie II: A New Generation
- Clifford the Big Red Dog
- Clone High
- Committed
- Cyberchase
- Delta State
- The Devil and Daniel Mouse
- Kutyavilág
- Donkey Kong Country
- Dumb Bunnies
- EEK! The Cat
- Elliot Moose
- The Fairly OddParents
- Fievel's American Tails
- Flying Rhino Junior High
- Franklin
- Free Willy
- George & Martha
- Jacob Two-Two
- Kirby: Right Back at Ya!
- Maurice Sendak's Little Bear
- Maurice Sendak's Seven Little Monsters
- Mercer Mayer's Little Critter
- The Loudness of Sam
- The Magic School Bus
- Maggie and the Ferocious Beast
- Marvin the Tap-Dancing Horse
- Max és Ruby
- Medabots
- Miss Spider's Sunny Patch & Friends (television series)
- Miss Spider's Sunny Patch Kids (television special)
- Moville Mysteries
- My Dad the Rock Star
- My Pet Monster
- Mystic Warriors
- Ned's Newt
- The Neverending Story
- Pecola
- Pelswick
- Pippi Longstocking
- Redwall
- Rescue Heroes
- Robin
- Rock & Rule
- Rolie, Polie, Olie
- Sam & Max
- The Santa Claus Brothers
- Spider-Man
- The Star Wars Holiday Special
- Star Wars: Droids
- Star Wars: Ewoks
- Stickin' Around
- Strawberry Shortcake
- Tales from the Cryptkeeper
- Timothy Goes to School
- What's Buggin, Becky
- Wildcats
- Zhu Zhu

## Egyebek
- A Nelvanáról elneveztek egy bolygót a Star Trek univerzumban. A Star Trek: The Next Generation című sorozatnak a The Defector című részében említik a Nelvana-III-at.
- A cégről elneveztek egy bolygót a Csillagok háborúja sorozatban is, cserébe a cég készítette az összes animációjukat 2003-ban. Az Expanded Universe rajzfilmsorozatban (Csillagok háborúja: Klónok háborúja) Anakin Skywalker a 23.-25. részekben a Nelvanára megy. Ez valószínűleg utalás a korábbi Star Wars-animációikra.
- A cég valamikor a 80-s években készíteni akart egy animációs spin-offot a Ki vagy, Doki? sorozatnak ami a világ leghosszabb ideje futó sci-fije. Ted Bastien készítette el a vázlatokat. A sorozat végül nem készült el.

## Külső hivatkozások
- Corporate Official site
- Superheroine stamp
- The Big Cartoon DataBase entry for Nelvana Limited
- Detailed early history of the studio up to its 25th anniversary (1996) – TAKE ONE (Autumn 1996)[halott link]
- Lista a Nelvana filmjeiről[halott link] az Internet Movie Database-ban